# Тернон, Ив
Ив Тернон (фр. Yves Ternon, род. 1932, Сен-Манде (департамент Валь-де-Марн),  Франция) — французский врач и историк.
Родители Тернона развелись, а его мать во время войны была участником Сопротивления.
Работал хирургом в Париже, затем занялся историческими исследованиями. С 1965 года специализируется на исследовании Холокоста, геноцида армян и геноцида в Руанде.
Доктор истории Парижского сорбонского университета. Является активным членом организации «Врачи без границ».
Материалы Тернона используются в «Энциклопедии геноцида» под редакцией Израэля Чарни.

## Книги
- Histoire de la médecine SS (with Socrate Helman), Casterman, 1969.
- Le massacre des aliénés (with Socrate Helman), Casterman, 1971.
- German Doctors and national-socialism (1973),
- Armenians, history of a genocide (Threshold, 1977, 1996, 2004),
- The Armenian Cause (Threshold, 1983),
- Yves Ternon. Enquête sur la négation d'un génocide. — Marseille: Editions Parenthèses, 1989. — 229 p. — ISBN 9782863640524.
- Raspoutine, une tragedie russe: 1906—1916 (La Memoire du siecle), 1991, ISBN 978-2-87027-391-3
- The criminal State (Threshold, 1995).
- Mardin 1915: Anatomie pathologique d’une destruction, Librairie orientaliste Paul Geuthner (2007)